# Züngüləş
Züngüləş är en ort i Azerbajdzjan. Den ligger i distriktet Astara, i den södra delen av landet, 230 km söder om huvudstaden Baku. Züngüləş ligger 17 meter över havet och antalet invånare är 554.
Terrängen runt Züngüləş är kuperad åt sydväst, men åt nordost är den platt. Närmaste större samhälle är Astara, 8,3 km öster om Züngüləş.